# Incilius aurarius
Incilius aurarius és una espècie d'amfibi anur catalogat a la família dels bufònids. És natiu del nord-occident de Guatemala i el sud de Mèxic. Es distribueix en una àrea limitada que inclou el nord de Huehuetenango (Guatemala) al llarg del riu Sancapech, i la zona adjacent en Chiapas (Mèxic). El seu hàbitat es compon de principalment de bosc nuvolós. El seu rang altitudinal vària entre 1.100 i 1.798 msnm.